# Брандеум

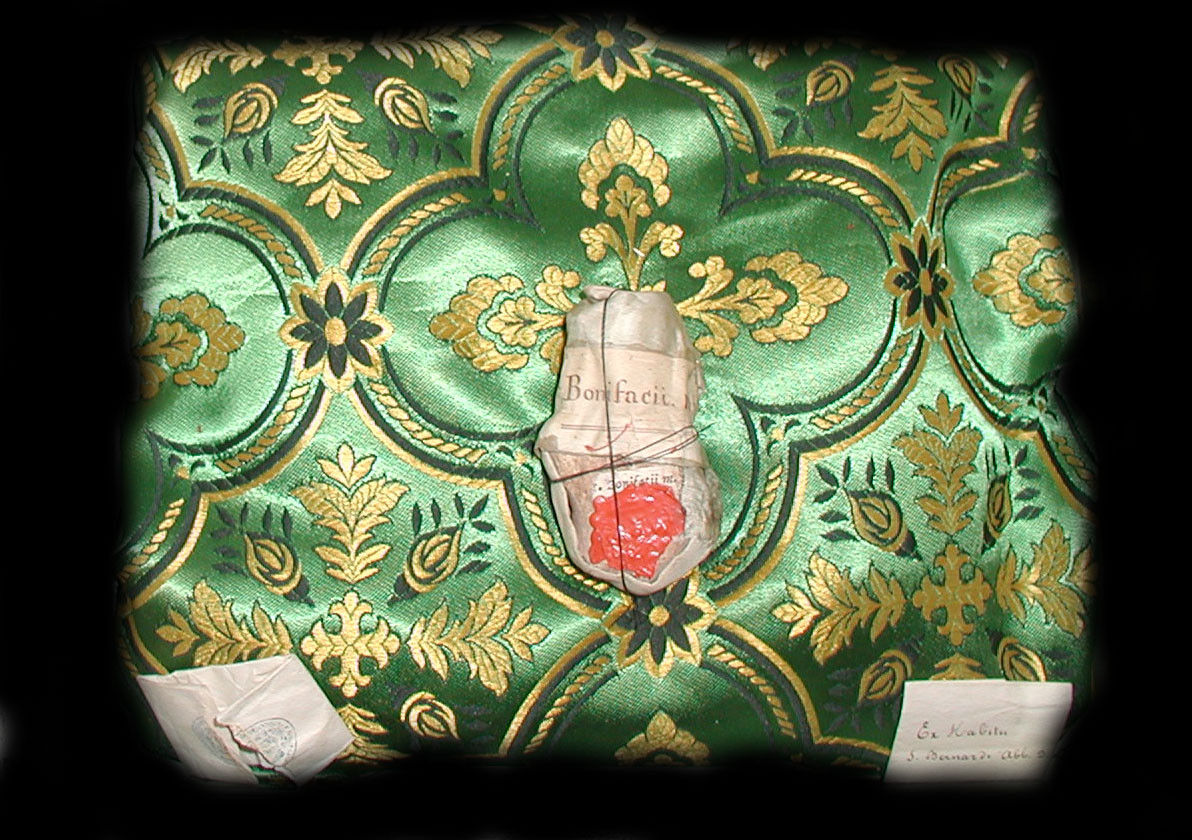
Частица мощей святого Бонифация, завёрнутая в брандеум

Брандеум (лат. Brandeum) — в христианстве покров, который полагается на гроб святого или ткань, в которую заворачивают его мощи или их частицы. Понятие брандеума встречается уже в послании папы Григория I к византийской императрице Константине, в котором заявляется, что непосредственное прикосновение к телам мучеников является кощунством.
Брандеум для гроба (раки) может выполняться из дорогой ткани и украшаться вышивкой. Для обёртывания мощей обычно используется льняная ткань.
Брандеум относится к контактным реликвиям, то есть, получает особое религиозное значение из-за соприкосновения с телом святого. Частицы брандеума могут раздаваться верующим.